# دانييل آرون روزا
دانييل آرون روزا (مواليد 1934) هي طبيبة عيون فرنسية-تونسية وعالمة معروفة بتطوير ليزر البيكو ثانية للعيون Nd: YAG لجراحات العيون. لقد تم تسميتها كواحدة من أكثر رائدي الليزر احتراما في طب العيون، إلى جانب فرانز فانكهاوزر. وهي أيضًا رسامة، تستخدم الاسم المستعار Genskof أو Aron Genskof، وتعمل في المجموعات الدائمة للمتاحف في فرنسا والولايات المتحدة.

## الخلفية والتعليم
ولدت دانييل سيلفي روزا عام 1934 في تونس العاصمة، لأبوين رينيه (اسم الولادة فالينسي) وأندريه روزا.   بدأت دراستها الجامعية في الفيزياء، لكنها تحولت لاحقًا إلى الطب. تخرجت في عام 1962 بشهادة الطب من جامعة باريس وأكملت إقامتها في Assistance Publique - Hôpitaux de Paris. أصبحت مهتمة بطب العيون أثناء تناوبها في هذا المجال،  وأكملت تخصصها بزمالة من مستشفى وجامعة باريس.  تزوجت من جان جاك آرون عام 1958. 

## الحياة مهنية

### طب العيون وتطوير تكنولوجيا الليزر
منذ عام 1962، ترأست آرون روزا عيادة العيون في Assistance Publique Hôpitaux وهو أكبر نظام إسثسفائي في فرنسا، وفي عام 1972، أصبحت أستاذة ورئيسة قسم طب العيون في جامعة باريس ديدرو. في عام 1974، أصبحت رئيسة قسم طب وجراحة العيون في مستشفيي روبرت ديبريه.   بدأت حياتها المهنية في دراسة أورام الجزء الخلفي من العين.  عملت في مؤسسة روتشيلد للعيون في باريس في أوائل السبعينيات، وبدأت تجارب حاولت فيها قطع أغشية العين بالليزر.  يتم استعمال ألليزر الياقوتي حديثا في جراحة العيون، لكن قوتها القصوى وسرعتها المحدودة غالبًا ما تلحق الضرر بالعين.  بسبب اهتمامها بالفيزياء، بدأت في البحث عن كيفية تسريع تردد الليزر وتقليل قوته.  
في عام 1973، أدى نقاش مع الفيزيائي بيير فيكتور أوجيه إلى إدراك روزا أن ليزر YAG النبضي لديه طاقة أقل وقدرة أعلى. غيرت بحثها للتركيز على ليزر YAG، وأدركت إمكانات النبض فائق السرعة بعد مشاهدة برنامج علمي على التلفزيون في عام 1975، حيث تم تدمير ميتوكوندريا واحدة دون انفجار الخلية المحيطة بها.  عملت روزا مع جان كلود جريسيمان وطورت وحصلت على براءة اختراع ليزر بيكو ثانية للعيون Nd: YAG لجراحات العيون في عام 1978.   باستخدام هذا النوع من الليزر، تمكنت من إجراء عمليات معقدة في العين. 
قدمت آرون روزا تقنيتها في الولايات المتحدة في عام 1982، بعد أن نجحت في إجراء عملية جراحية لأكثر من 6500 مريض في فرنسا.   العام التالي، تم تكريمها بصفتها فارسًا في وسام جوقة الشرف.   تكريم آرون روزا في محاضرة للمبتكرين في عام 1987 من الجمعية الأمريكية لجراحة الساد وجراحة الانكسار   وتم إدخالها في قاعة المشاهير في عام 2003.  حصلت في العام التالي على جائزة أكاديمية من الأكاديمية الأمريكية لطب العيون.  تقاعدت آرون روزا في عام 2010 لتركز طاقتها على الرسم.  تم الاعتراف بها مع فرانز فانكهاوزر كرواد الليزر الأكثر احترامًا في جراحة العيون. 

### في الفن
ترسم آرون روزا لوحة فنية تحت اسم Genskof أو Aron Genskof.    لديها لوحات في المجموعات الدائمة للمتاحف في Les Sables-d'Olonne وMemphis وNashville. 

### اقتباسات
1. 1 2   https://moked.it/paginebraiche/files/2010/11/pe10_hr.pdf. {{استشهاد ويب}}: |url= بحاجة لعنوان (مساعدة) والوسيط |title= غير موجود أو فارغ (من ويكي بيانات) (مساعدة)
2. 1 2 3 4 5  Sleeman 2002.
3. 1 2 3 4  De Benedetti 2010.
4. ↑  Goes 2013.
5. 1 2 3 4  Schwartz 2008.
6. 1 2  American Academy of Ophthalmology 2004.
7. 1 2  Munnerlyn 2003.
8. 1 2 3 4 5  Karickhoff 2019.
9. ↑  Knox 1982.
10. ↑  Rodgers 1982.
11. 1 2  Cataract & Refractive Surgery Today 2004.
12. ↑  Aron-Rosa 1987.
13. ↑  Tassignon 2019.
14. ↑  Seiziem'Art Association 2020.

### فهرس
- [1]
- [2]
- [3]
- [4]
- [5]
- [6]
- [7]
- [8]
- [9]
- [10]
- [11]
- [12]
- [13]

## رابط خارجي
- اقتباسات أبحاثها العلمية من Google

1. ↑  Aron-Rosa, Daniele S. (1 Jul 1987). "The 1987 Innovator's Lecture: Le sens du futur or reading behind the writing on the wall". Journal of Cataract & Refractive Surgery (بالإنجليزية). 13 (4): 428–430. DOI:10.1016/S0886-3350(87)80045-7. ISSN:0886-3350. Archived from the original on 2021-03-08.
2. ↑  De Benedetti، Claudia (10 أكتوبر 2010). "Donne Da Vicino Danièle" (PDF). مؤرشف من الأصل (PDF) في 2014-03-31. اطلع عليه بتاريخ 2021-03-08.
3. ↑  Frank Joseph (30 Jan 2013). The Eye in History (بالإنجليزية). JP Medical Ltd. ISBN:978-93-5090-274-5. Archived from the original on 2021-03-08.
4. ↑  Karickhoff; John R (2019). Laser Treatment of Eye Floaters (PDF) (بالإنجليزية). Washington Medical Publishing. Archived from the original (PDF) on 2020-10-09.
5. ↑  "Clipped From The Boston Globe". The Boston Globe. 18 مايو 1982. ص. 3. مؤرشف من الأصل في 2021-03-08. اطلع عليه بتاريخ 2021-03-08.
6. ↑  Munnerlyn، C. R. (1 أكتوبر 2003). "Lasers in opthalmology: Past, present and future". Journal of Modern Optics. ج. 50 ع. 15–17: 2351–2360. DOI:10.1080/09500340308233566. ISSN:0950-0340. مؤرشف من الأصل في 2020-10-17.
7. ↑  "Clipped From The San Francisco Examiner". The San Francisco Examiner. 2 نوفمبر 1982. ص. 30. مؤرشف من الأصل في 2021-03-08. اطلع عليه بتاريخ 2021-03-08.
8. ↑  Gary S. (2008). Around the Eye in 365 Days (بالإنجليزية). SLACK Incorporated. ISBN:978-1-55642-846-3. Archived from the original on 2021-03-08.
9. ↑  Elizabeth (2001). The International Who's Who of Women 2002 (بالإنجليزية). Psychology Press. ISBN:978-1-85743-122-3. Archived from the original on 2020-08-04.
10. ↑  Marie-José; Dhubhghaill, Sorcha Ní; Os, Luc Van (5 Mar 2019). Innovative Implantation Technique: Bag-in-the-Lens Cataract Surgery (بالإنجليزية). Springer. ISBN:978-3-030-03086-5. Archived from the original on 2021-03-08.
11. ↑  "- Questions: Danièle Aron Rosa, MDCataract & Refractive Surgery Today" (PDF). crstoday.com. crstoday. 2004. مؤرشف من الأصل (PDF) في 2021-03-08. اطلع عليه بتاريخ 2020-03-08.
12. ↑  "2004 Laureate Danièle S. Aron Rosa, MD, PhD - American Academy of Ophthalmology". www.aao.org (بالإنجليزية). Archived from the original on 2020-10-16. Retrieved 2021-03-08.
13. ↑  "SEIZIEM'ART Association des Artistes du 16e arr. de Paris - Portes Ouvertes des Artistes 16e". SEIZIEM'ART Association des Artistes du 16e arr. de Paris - Portes Ouvertes des Artistes 16e. مؤرشف من الأصل في 2020-10-14. اطلع عليه بتاريخ 2021-03-08.